# لنا أبو حجلة
لنا أبو حجلة هي مهندسة وخبيرة فلسطينية في مجال التنمية والأعمال، اختيرت ضمن النساء الأكثر إلهامًا في العالم لعام 2015 بحسب قناة بي بي سي اللندنية. وُلدت في القاهرة، ثم عادت وعائلتها إلى فلسطين وهي في الخامسة من العمر. استشهدت والدتها خلال اجتياح قوات الاحتلال لمدينة نابلس في تشرين الأول عام 2002.

## حياتها العلمية والعملية
درست لنا أبو حجلة الهندسة، وتعمل في مجال التنمية والأعمال منذ ثلاثين عامًا، كما وتعتبر عضوة ومتطوعة في عدد من مؤسسات القطاع الخاص، والمنظمات الفلسطينية، والدولية غير الحكومية. شغلت العديد من المناصب منها، المديرة الإقليمية ونائبة الممثل المقيم لبرنامج الأمم المتحدة الإنمائي لمؤسسة مجتمعات عالمية في الضفة الغربية وغزة منذ عام 2004، والمسمّاة CHF الدولية سابقًا، ورئيسة مجلس أمناء فرقة الفنون الشعبية الفلسطينية.

## تصنيفها ضمن النساء الأكثر إلهامًا في العالم
خلال العام الثالث والذي تحتفل فيه قناة بي بي سي اللندنية لتمثيل النساء بصورة أفضل اختيرت لنا أبو حجلة ضمن المئة امرأة الأكثر إلهامًا في العالم لعام 2015.